# پالپیس (ماساچوست)
پالپیس (به انگلیسی: Polpis) یک منطقهٔ مسکونی در ایالات متحده آمریکا است که در نانتاکت واقع شده‌است. پالپیس ۲٫۱۳ متر بالاتر از سطح دریا واقع شده‌است.